# Свен Івар Сельдінгер
Свен Івар Сельдінгер (швед. Sven Ivar Seldinger, 19 травня 1921, м. Мура, комуна Мура, лен Даларна, Швеція — 21 лютого 1998, там само) — шведський лікар-радіолог, винахідник в області ангіографії. У 1953 році запропонував метод катетеризації для забезпечення безпечного доступу до судин та порожнистих органів.

## Біографія
Свен Івар Сельдінгер народився в сім'ї власників механічної майстерні м. Мура. Проте він не продовжив працювати в сімейній справі, а вступив у 1940 до Каролінського Інституту у Стокгольмі. Після його закінчення у 1948 спеціалізувався по радіології. З 1950 почав освоювати діагностичну радіологію в Каролінській університетській лікарні, де працював до 1966 року.
Першою та найвідомішою його друкованою роботою був опис нової техніки катетеризації, пізніше відомої за його прізвищем.
Ангіографічні обстеження ґрунтуються на тому, що в судину за допомогою голки вводять катетер для дозованого введення контрастної речовини. Проблема полягала в тому, щоб з одного боку необхідно доставити речовину в необхідне місце, але при цьому мінімально пошкодити судини, особливо в місці дослідження. До винаходу Сельдінгера використовували дві методики: катетер на голці та катетер через голку. В першому випадку можливе пошкодження катетера при проходженні через тканини. В другому випадку необхідна велика голка, що спричинює значно більше пошкодження судини в місці катетеризації. Сельдінгер, народившись в родині механіків, старався знайти спосіб аби покращити ангіографічну техніку шляхом постановки якнайбільшого катетера при якнайменшій голці. Техніка по суті полягає в тому, що спочатку встановлюють голку, провідник вводяться через неї, голку виймають, а катетер заводять по провіднику. Таким чином, отвір не більше самого катетера. Результати були представлені на конференції в Гельсінкі в червні 1952 року, а потім Сельдінгер опублікував дані результати.
Метод катетеризації за Сельдінгером зменшив кількість ускладнень при ангіографії, що сприяло більшому поширенню останньої. Це також означало, що катетер можна легше зорієнтувати в необхідне місце в тілі. Винахід заклав основу наступного розвитку інтервенційної радіології.
Завдяки цій техніці Івар Сельдінгер вперше провів ангіографічне визначення розміщення аденоми паращитоподібної залози, та першу селективну ангіографію нирок. Він використовував винайдений метод, пунктуючи жовчні протоки для холангіографії, а також печінку та селезінку для портальної ангіографії. Сельдінгер одним з перших здійснив черезшкірну черезпечінкову холангіографію у 1962. Проводив дослідження по темі портальної гемодинаміки та використанню вазопресину для зниження портальної гіпертензії.

Захистив дисертацію по черезшкірній черезпечінковій холангіографії у Стокгольмі у 1966 році, йому було присвоєне вчене звання доцента радіології Гетеборзького університету у 1967 році. Але більше займався клінічною практикою, аніж науковою діяльністю. Працював у лікарні Ekmanska у Гетеборзі. Через певний час повернувся в Муру, де завідував відділенням діагностичної радіології у місцевій лікарні, пізніше став директором клініки, де працював до своєї відставки в 1986 році.
Читав лекції в Європі, Африці, США.

## Нагороди
- 1975: Премія Валентина[1][5] Медичної академії Нью-Йорка[en] за досягнення в галузі урології. Почесний член Шведської асоціації медичної радіології та Німецької Рентгенівської асоціації.
- 1984: Почесний доктор Уппсальського університету[6]
- 1992: Премія піонерів в області інтервенційної радіології від Американського товариства інтервенційної радіології[en][7]
- 1993: Нагорода Хільди та Альфреда Еріксонів, Шведська королівська академія наук[7].
- 1993: Кілька почесних членств в асоціаціях, у тому числі у Американській спілці нейрорадіології (1986), Радіологічної спілки Північної Америки (1991), Американської спілки серцево-судинної та інтервенційної радіології(1992)[7].

## Метод Сельдінгера

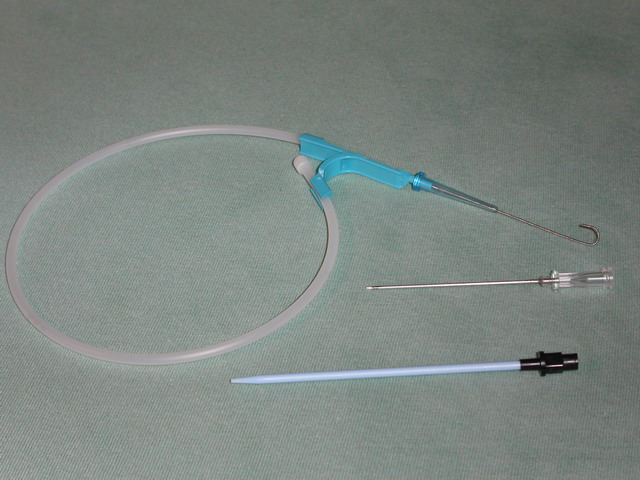
Складові сучасного набору для катетеризації центральних вен по методу Сельдінгера.

Метод Сельдінгера (катетеризація за Сельдінгером) застосовують для отримання безпечного доступу до кровоносних судин та інших порожнистих органів. Його використовують при ангіографії, катетеризації центральних вен (підключичної, внутрішньої яремної, стегнової), постановці гастростоми по методу черезшкірної ендоскопічної гастростомії, деяких методиках конікостомії, постановці електродів штучних водіїв ритму та кардіовертер-дефібриляторів, інших інтервенційних медичних процедурах.
На даний момент існує щонайменше три методики катетеризації:
- катетер на голці;
- катетер в голці;
- катетеризація по Сельдінгеру.

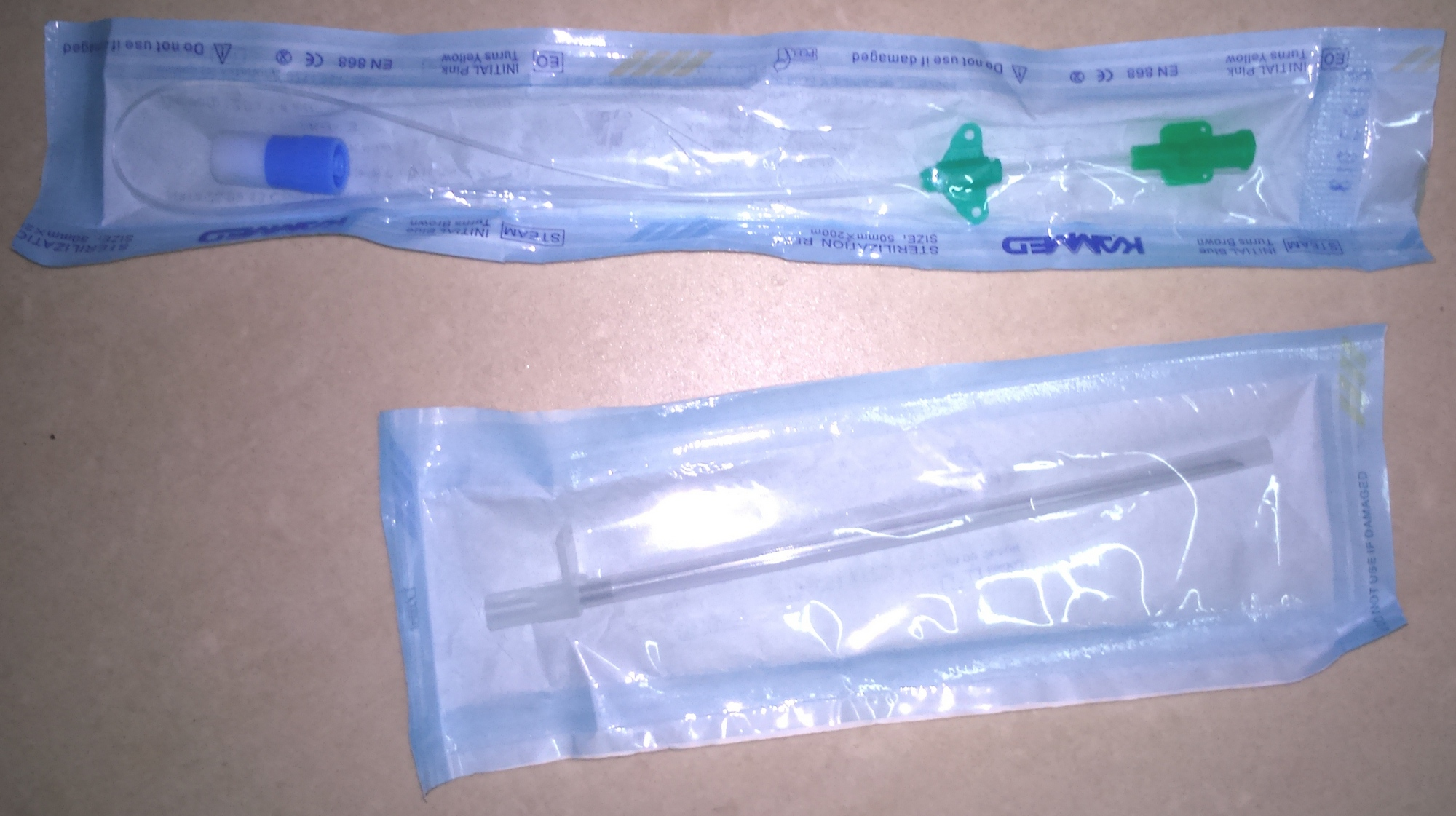
Набір для катетеризації центральних вен по методу Сельдінгера без розширювача

Методика «катетер на голці» широко застосовують для катетеризації периферичних судин. На даний момент розроблено багато різних периферичних венозних катетерів. Голкою з катетером на ній проколюють судину, голку утримують в одному положенні, а катетер просувають. Голка виймають повністю. При використанні для катетеризації глибоко розміщених органів (центральних вен) можливе пошкодження катетера при проходженні через тканини.
Методика «катетер в голці» полягає в тому, що спочатку встановлюють голку, а по в неї проводять катетер. Пізніше голку виймають. При цьому голка суттєво товстіша ніж катетер, що посилює травмування тканин.
Катетеризація по Сельдінгеру полягає в тому, що в орган пунктують голкою (Рис.1). В неї проводять гнучкий металічний або пластиковий провідник, який посувають далі в орган (Рис.2). Голка виймають (Рис.3). На провідник надягають катетер, катетер вводять в орган (Рис.4), провідник виймають (Рис.5).

Рисунок 1
Рисунок 2
Рисунок 3
Рисунок 3-а
Рисунок 4
Рисунок 5

Чим тонша голка, тим менше пошкодження тканин. Якщо катетер суттєво товстіший ніж голка, перед його надяганням на провідник, по провіднику проводять розширювач, що збільшує діаметр проходу в тканинах(Рис.3-а). Розширювач забирають, а тоді по провіднику вводять сам катетер.

Рисунок 1
Рисунок 2
Рисунок 3
Рисунок 3-а
Рисунок 4
- Рисунок 5